# Carl Synnerberg
Carl Synnerberg, född 10 september 1837 i Nykarleby, död 20 augusti 1915 i Lovisa, var en finländsk pedagog och filolog. Han var brylling till Eva Hortensia Synnerberg.
Synnerberg, son till kapten Carl Adrian Synnerberg och Anna Maria Rechardt, blev student vid Vaasan lukio 1855, historisk filosofie kandidat vid Kejserliga Alexanders Universitetet i Finland 1860, filosofie licentiat 1868 och filosofie doktor 1869. Han blev docent i romerska litteraturen 1866 och var 1860–69 anställd som lärare vid Helsingfors lyceum. Från 1869 till 1902 tjänstgjorde han som överinspektör och ledamot av överstyrelsen för skolväsendet i Finland, med särskilt ansvar för språkundervisningen vid elementarläroverken. År 1893 fick han titeln kansliråd. Synnerberg var en av Svenska litteratursällskapets i Finland grundläggare och dess sekreterare 1885–95 samt blev hedersledamot 1908. Sedan 1881 var han ledamot av Finska vetenskapssocieteten. Han testamenterade största delen av sin förmögenhet till föreningen Svenska folkskolans vänner i Finland.
Synnerberg utgav flera skolupplagor av latinska författares arbeten och en tredje upplaga av Edvard af Brunérs latinska elementargrammatik (1884). Han redigerade 1871–99 som huvudredaktör "Tidskrift utgifven af Pedagogiska föreningen i Finland" och meddelade där ett stort antal uppsatser av filologiskt och pedagogiskt innehåll, bland annat Studier till Horatii oder. Den kristne latinske apologeten Minucius Felix behandlade han i en rad undersökningar, bland annat Observationes criticae in M. Minucii Felicis Octavium (i "Acta societatis scientiarum Fennicæ", del XVII, 1889), Randbemerkungen zu Minucius Felix I, II och Die neuesten Beiträge zur Minucius-Literatur (de två senare i Finska vetenskapssocietetens öfversikt 1897, 1903 och 1914). I Åbo-editionen av Lactantii De mortibus persecutorum (i samma serie 1905) granskade han ett av Johan Columbus utgivet arbete. I Svenska litteratursällskapets i Finland minnesskrift 1910 skrev han en minnesteckning över Wilhelm Lagus och i samma sällskaps "Förhandlingar och uppsatser", 26, Anteckningar rörande J.L. Runebergs episka stil med hänvisning till likheter mellan Johan Ludvig Runeberg och Homeros.

## Skrifter
- De clientelae apud romanos sub caesaribus ratione (1865)
- De temporibus vitae carminumque D. Junii Juvenalis rite constituendis (1866)
- Skolväsendet vid verldsutställningen i Wien 1873 (1873)
- Horatii oder och den nyare kritiken (1877)
- Kort handledning i latinsk stilistik (1888)
- Latinsk öfningsbok för de svenskspråkiga klassiska lyceernas högre klasser (1888)
- Observationes criticae in M. Minucii Felicis Octavium (1889)
- Svensk ordlista för rättskrifning (1890)
- Ordförteckning till Latinsk läsebok för nybörjare (1891)
- Studier till Horatii oder (1892, 1894)
- Förklaringar till Q. Horatii Flacci Carmina selecta och De arte poetica liber (1906)
- Die neuesten Beiträge zur Minucius-Literatur (1914)
- Latinsk läsebok för nybörjare (1891)